# Franck Monbaylet
 (juin 2020).
Franck Monbaylet est un musicien français tour à tour compositeur, pianiste, arrangeur, orchestrateur et réalisateur.

## Biographie
- écrit un hommage aux frères Gershwin avec la chanteuse Nicolle Rochelle qu'il intitule GIG (septet avec un trio à cordes)
- collabore avec Yves Duteil sur l'album Respect en tant qu'arrangeur, orchestrateur, réalisateur et pianiste. Il compose pour cet album Le Passeur de Lumière,
- écrit les arrangements de cordes pour le single Et je l'appelle encore, interprété par Véronique Sanson, nommé aux Victoires de la Musique,
- écrit des arrangements et joue pour l'album de Serge Lama, Où sont passés nos rêves dont les titres Bordeaux et Je serai là,
- compose, arrange, orchestre et joue une partie de la musique d'Attila Marcel (primé meilleure musique de film au festival du film de Beijing - Pékin), film de Sylvain Chomet,
- collabore avec Diego Modena et le groupe Ocarina, compositions, arrangements scéniques et piano,
- arrange, orchestre et joue des créations de Vicente Pradal, Pelleas y Melisanda, Llanto et La Nuit Obscure,
- participe à l'aventure d'Emilie Jolie avec Philippe Chatel au Théâtre de Mogador et au Grand Rex en tant que pianiste, violoniste et arrangeur,
- joue et écrit des arrangements pour Grieg in Blue, avec la saxophoniste norvégienne Helene Arntzen,
- crée un groupe de jazz avec entre autres Christian Brun et Christian Tonton Salut, les autres compositeurs de ce groupe, Quartier Sud,
- écrit des arrangements de cordes pour la chanteuse brésilienne Bia sur son album Carmin où il joue également du mélodica,
- écrit les compositions et joue sur l'album de Virginie Côte, E Ala,
- est le directeur musical et pianiste de Sophie Delmas,
- écrit des arrangements pour orchestre à cordes pour l'album de Pierre Nicolaieff, Liberté Chérie.
- crée un duo et un quartet avec la chanteuse d'origine colombienne Rosa Ines Villegas

## Discographie
- Attila Marcel[1] la BO[2] du film / Cristal Records
- Respect[3] / Yves Duteil / Les éditions de l'Écritoire
- Dignes, Dingues, Donc / Véronique Sanson / Columbia France
- Où sont passés nos rêves / Serge Lama / Warner
- Emilie Jolie[4] / Philippe Chatel, CD et DVD (enregistré au Théâtre de Mogador) / Universal
- La Paz Congo[5] / Quartier Sud[6] / Malambo Productions Faubourg du Monde
- Grieg in Blue[7] / Helene Arntzen / Malambo Productions Faubourg du Monde
- La Nuit Obscure[8] / Vicente Pradal / Virgin Records
- Llanto por Ignacio Sánchez Mejías[9] / Vicente Pradal/ Virgin Classics
- Pelleas y Melisanda[10] / Vicente Pradal / Malambo Productions Faubourg du Monde
- Carmin[11] / Bia / Saravah
- Liberté Chérie[12](page 15 du lien)/ Pierre Nicolaieff / Production Dessinée (Japon)

## Récompenses
- Prix de la meilleure musique de film au festival du film de Beijing[13] (Pékin) avec Sylvain Chomet (également réalisateur du film) pour Attila Marcel.
- Grand Prix de l'Académie Charles Cros au palmarès des 50e Grands prix internationaux dans la catégorie "Créations radiophoniques".

## Pour approfondir